# Asha, Nga
Huyện Asha (tiếng Nga: ? райо́н) là một huyện hành chính tự quản (raion), của Tỉnh Chelyabinsk, Nga. Huyện có diện tích 21 km². Trung tâm của huyện đóng ở Asha.